# グランビルタウン
グランビルタウン（Granville Town）は、西アフリカのシエラレオネの首都フリータウンに当たる地に16世紀に建設されたシエラレオネへ解放奴隷が入植した最初の街。
1787年奴隷貿易廃止主義者のグランビル・シャープを中心に｢自由の土地｣の建設をスローガンとしたシエラレオネ移住計画が始まった。5月14日にイギリスロンドンのスラム街に住むシエラレオネ入植移住希望の約400人の解放奴隷の黒人と60人の白人を乗せた船がイギリスからシエラレオネに出港し、5月10日にシエラレオネに到着した。5月11日にT・ボールドン・トンプソン船長が現地部族テムネ族のトム王から土地を譲り受け、5月15日にグランビル・シャープの名に因みグランビルタウンの入植地を建設した。
しかしこのシエラレオネ最初の入植の町は1790年トム王死後のテムネ族の王、ジミー王が土地の賃貸料をめぐる論争の末にグランビルタウンを攻撃した。グランビルタウンは完全に破壊され、住民はテムネ族に奴隷として捕られた。またヨーロッパの奴隷商人の攻撃にもあっていた。（食糧不足及び病気や現地部族の攻撃など酷い目に会っていたので入植地は成功しなかった。多くの入植者はなれない環境で死んだりして、生き残った者はわずか60人程度で、後にグランビルタウンは廃墟と化していた）。1791年に再びグランビルタウンは再建されるが、1792年カナダのノバスコシア（バーチタウン、1190人）とイギリス（119人）から来た新たな解放奴隷の入植者達はフリータウンと名付けて建設した。